# Championnat d'Antigua-et-Barbuda de football 2007-2008
Navigation
Saison précédente Saison suivante
La saison 2007-2008 du Championnat d'Antigua-et-Barbuda de football est la trente-septième édition de la Premier Division, le championnat de première division à Antigua-et-Barbuda. Les dix formations de l'élite sont regroupées au sein d'une poule unique où elles s'affrontent deux fois, à domicile et à l'extérieur. En fin de saison, les deux derniers du classement sont relégués et remplacés par les deux meilleures formations de First Division.
C'est le Bassa SC, tenant du titre, qui remporte à nouveau la compétition cette saison après avoir terminé en tête du classement final, avec trois points d'avance sur Hoppers FC et dix sur Parham FC. Il s’agit du quatrième titre de champion d'Antigua-et-Barbuda de l'histoire du club, qui réussit le doublé en s'imposant également en FA Cup.

## Les clubs participants
- Empire FC
- Hoppers FC
- Villa Lions FC
- All Saints United - Promu de First Division
- Liberta FC
- Potters FC - Promu de First Division
- Freemansville FC
- Bassa SC
- Parham FC
- SAP FC

## Compétition
Le barème de points servant à établir le classement se décompose ainsi :
- Victoire : 3 points
- Match nul : 1 point
- Défaite : 0 point

### Classement
| Rang | Équipe             | Pts | J  | G  | N | P  | Bp | Bc | Diff |
| ---- | ------------------ | --- | -- | -- | - | -- | -- | -- | ---- |
| 1    | Bassa SC'T'C       | 42  | 18 | 13 | 3 | 2  | 45 | 12 | +33  |
| 2    | Hoppers FC         | 39  | 18 | 12 | 3 | 3  | 41 | 21 | +20  |
| 3    | Parham FC          | 32  | 18 | 9  | 5 | 4  | 29 | 22 | +7   |
| 4    | SAP FC             | 30  | 18 | 8  | 6 | 4  | 29 | 22 | +7   |
| 5    | Empire FC          | 26  | 18 | 7  | 5 | 6  | 28 | 25 | +3   |
| 6    | Villa Lions FC     | 22  | 18 | 6  | 4 | 8  | 17 | 20 | -3   |
| 7    | Freemansville FC   | 18  | 18 | 5  | 3 | 10 | 19 | 30 | -11  |
| 8    | All Saints UnitedP | 18  | 18 | 5  | 3 | 10 | 19 | 35 | -16  |
| 9    | Potters FCP        | 12  | 18 | 2  | 6 | 10 | 14 | 36 | -22  |
| 10   | Liberta FC         | 8   | 18 | 0  | 8 | 10 | 11 | 29 | -18  |

|  | Champion d'Antigua-et-Barbuda 2007-2008                                    |
|  | Qualification pour le CFU Club Championship 2009                           |
|  | Relégation directe en First Division                                       |
|  | T : Tenant du titre C : Vainqueur de la FA Cup P : Promu de First Division |

## Bilan de la saison
| Championnat d'Antigua-et-Barbuda de football 2007-2008 |                     |
| Champion                                               | Bassa SC (4e titre) |
| Coupes et trophées                                     |                     |
| Vainqueur de la Coupe d'Antigua-et-Barbuda 2007-2008   | Bassa SC            |
| Qualifications continentales                           |                     |
| CFU Club Championship 2009                             | Hoppers FC          |
| Promotions et relégations                              |                     |
| Promus en Premier Division                             | Jennings United     |
| Promus en Premier Division                             | Old Road FC         |
| Relégués en First Division                             | Potters FC          |
| Relégués en First Division                             | Liberta FC          |